# Костюченко, Мария Прохоровна
Мария Прохоровна Костюченко (1911, теперь Черниговская область — ?)  — украинская советская деятельница, бригадир женской тракторной бригады Семёновской МТС Черниговской области. Депутат Верховного Совета СССР 1-го созыва.

## Биография
Родилась в крестьянской семье. Образование начальное. В 1930 году вступила в комсомол.
В 1930—1933 годах — колхозница колхоза имени Коминтерна Семёновского района Черниговской области.
С 1933 года работала трактористкою Семёновской машинно-тракторной станции (МТС) Черниговской области.
С 1936 года — бригадир женской тракторной бригады Семёновской машинно-тракторной станции (МТС) поселка Семёновки Семёновского района Черниговской области.
Кандидат в члены ВКП(б) с 1937 года.

## Награды
- орден Ленина (30.12.1935)
- медали